# سالین اس۷

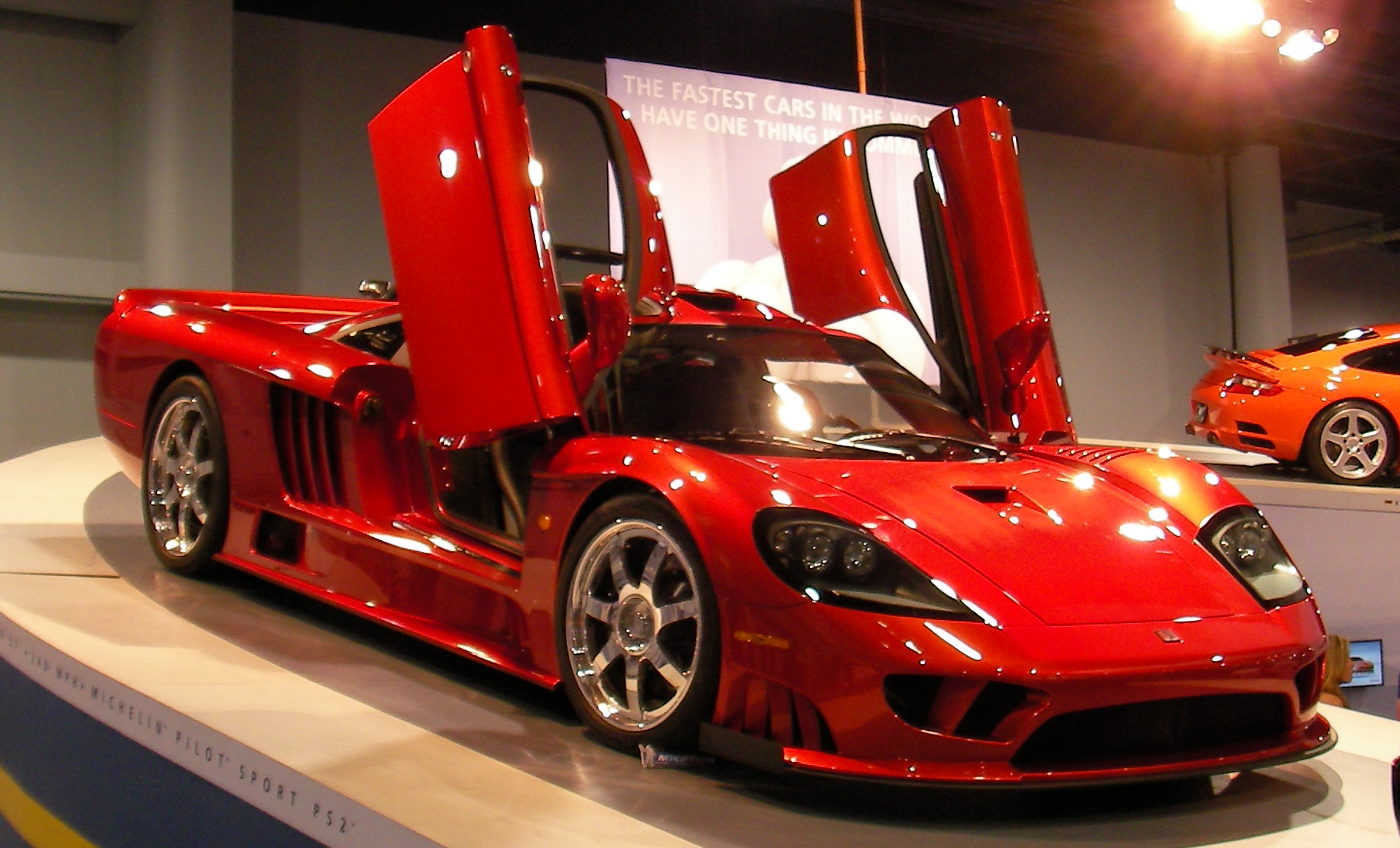

سالین اس۷ (به انگلیسی: Saleen S7) خودرویی است که در سال‌های ۲۰۰۰–۲۰۰۴ در ارواین، کالیفرنیا توسط شرکت آمریکایی سالین تولید شده‌است.
این خودرو در کلاس خودروی سوپر اسپورت قرار گرفته و طراحی آن خودروهای موتور وسط عقب-محور عقب بوده است. سیستم جعبه‌دندهٔ آن ۶ دنده به صورت دستی است.
در سال ۲۰۱۱ قیمت این خودرو ۵۵۰٬۰۰۰ دلار بود.

## نگارخانه

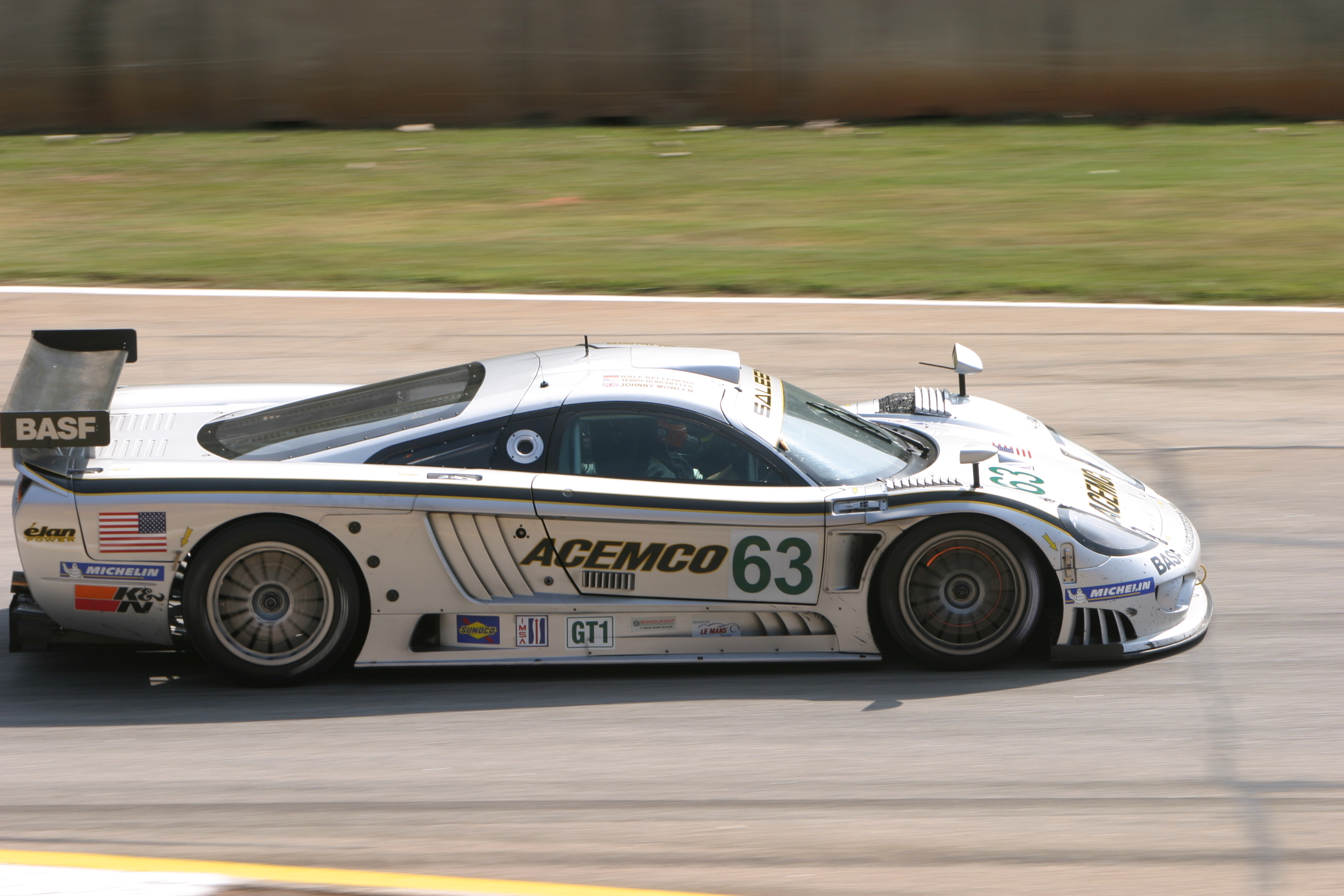
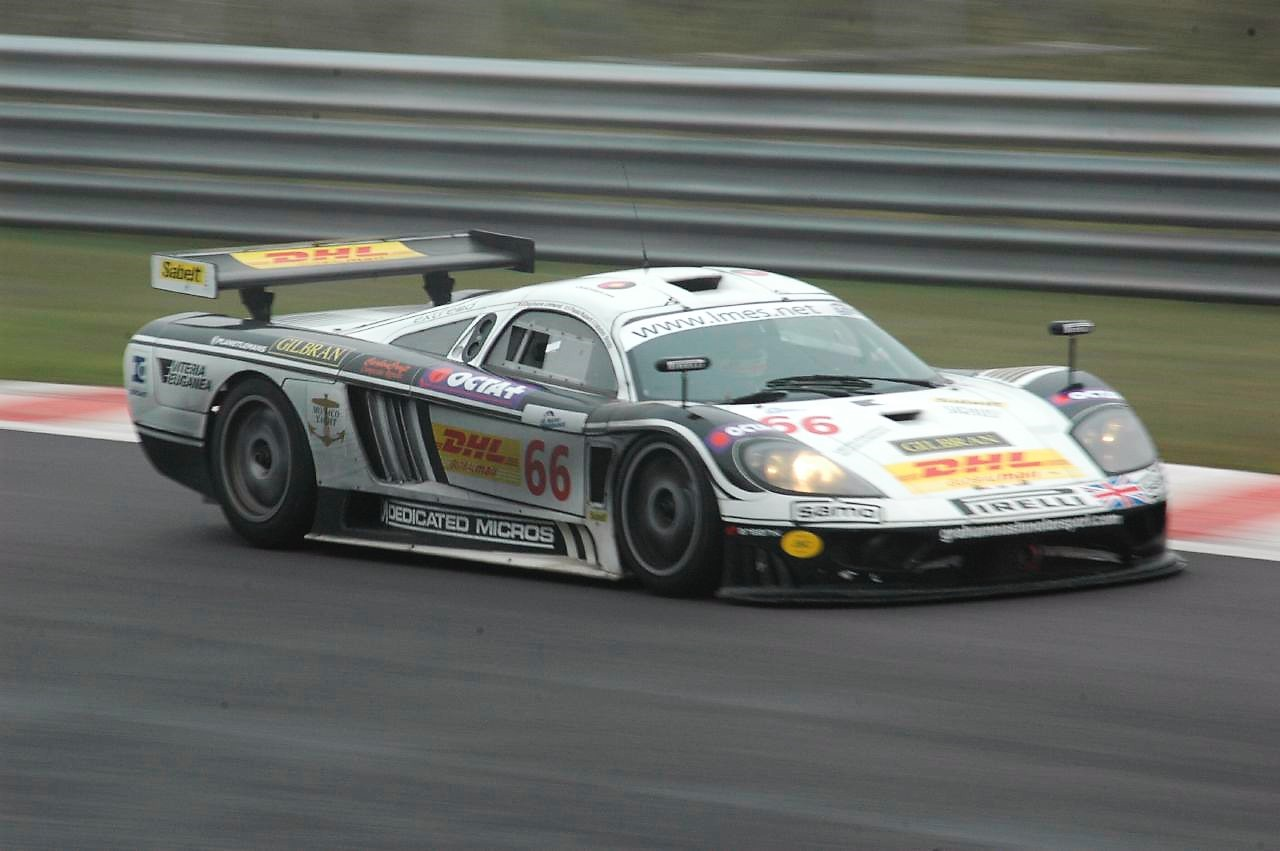
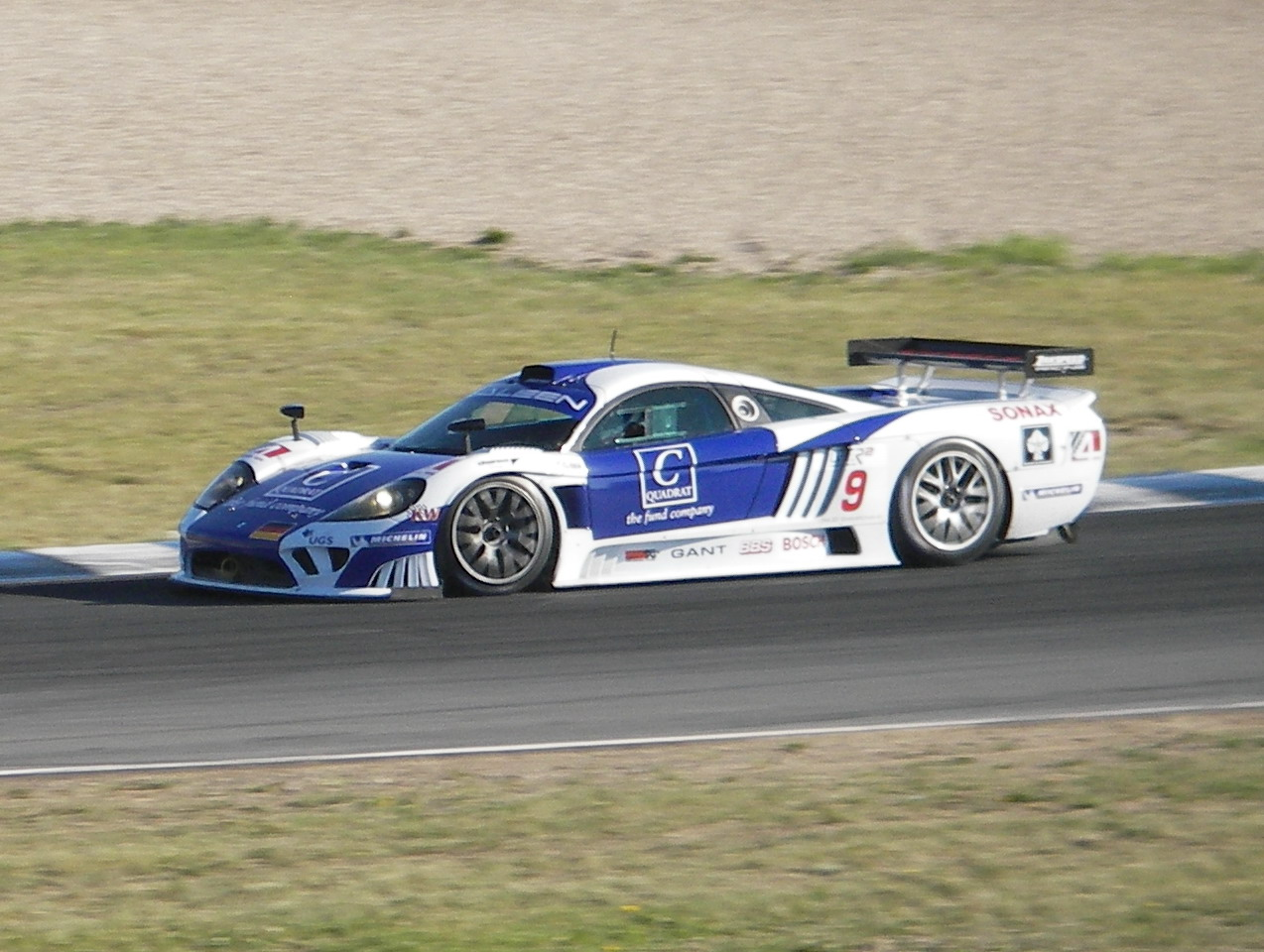